# صنایع دستی مازندران
صنایع دستی مازندران یکی از اصیل‌ترین و شاخص‌ترین صنایع دستی ایران است و قدمت آن به درازای تاریخ است. مردم مازندران نیز همچون دیگر اقوام ایرانی همواره به دنبال راهی برای استفاده بهتر از هنر نیاکانشان بوده‌اند.
از صنایع دستی موجود در استان مازندران می‌توان به قالی بافی، گلیم بافی، جاجیمچه بافی، بافت گلیچه، چوقا، شمد و ملحفه، سوزن دوزی، رنگرزی و چاپ سنتی سفالگری و سرامیک سازی، فراورده‌های پوست و چرم، هنرهای مرتبط با فلز، هنرهای مرتبط با چوب، حصیر بافی، طراحی سنتی و نگارگری، صحافی و جلدسازی سنتی، صنایع دستی دریایی عروسک‌سازی اشاره کرد.

## صنایع چوبی
صاحبان پیشه و فن همواره با عشق به زیبایی وسایل مادی زندگی را آفریده‌اند. دستان توانمند هنرمند ذهن مستقل و پویا و اندیشه جستجو گرش مجموعه‌ای دیدنی و سزاوار تحسین را به یادگار گذاشته‌است. مهم‌ترین آن‌ها عبارتند از:

### در ضریح، صندوق مزار، ارسی
از سده پنجم تا هفتم ه‍.ق هنرمند منبت کار با استفاده از شیوه قاب و گره، طرح‌های نو آفریده از سده هشتم هجری نمونه‌های فراوانی از رسم و عناصر هندسی و اشکال نباتی و گل و بته روی منبرهای چوبی، صندوق مزارها، در و پنجره و رحل قرآن باقی‌مانده‌است. از اوایل سده نهم هجری این هنر رونق ویژه‌ای یافت و صنعتگران موفق شدند در آثار خود با به‌کارگیری انواع خطوط نمونه‌های ارزشمندی را بیافرینند که اکنون زینت افزای مرقد امامزادگان و بزرگان دینی است. پنجره‌های زیبا و خوش نقش و نگار چوبی که نشانه نور و روشنایی است با استفاده از هنر گره سازی و نقش‌های هندسی سه گوشه و چهار گوشه، ستاره‌های چهار پر و هشت پر و و در نهایت شیشه‌های رنگین پیشانی و رواق بناها را آذین می‌بخشد این پنجره‌ها به اورسی معروفند.

## لاک تراشی
لاک تراشی در مناطق روستایی و جنگلی مورد توجه پیشه وران هنرمندان بوده و انواع سازه‌های آن براساس نیاز زندگی روزمره گسترش یافته‌است. روستاییان ساکن مناطق جنگلی درگذشته بیشترین نیازهای خود را از چوب تهیه می‌کردند و در ساخت لوازم چوبی از مهارت خوبی برخوردار بودند. استادکاران بااستفاده از ریشه و تنه درختان بدون بهره‌گیری از ابزار کار امروزی ظروف چوبی مانند جوله، کلز، لاک دانه پاش، قند چوله، تنباکو چوله، قاشق، ملاقه، کترا، می‌ساختند. هنر لاک تراشی یک کار ابتکاری است و جنگل نشینان با شناختی که از انواع درختان جنگلی دارند برای ساخت مصنوعات چوبی از ریشه و چوب درختان ویژه‌ای با استفاده از ابزار کار بسیار ابتدایی استفاده می‌کنند. درختانی که از چوب آن‌ها برای این کار بهره می‌گیرند افرا، راش، ملج، توسکا، ممرز، شمشاد، نم دار و انجیلی است. ظروفی که از ریشه درختان ساخته می‌شود سبک‌تر و در برابر سرما و گرما مقاوم تر است ترک برنمی‌دارد و در اثر ضربه به سادگی نمی‌شکند لاک تراشان معتقدند ظروفی که از ریشه درختان تهیه می‌شود، اگر خوب نگهداری شود عمر مفید آن‌ها دست کم بالای صد سال خواهد بود. در صورتی که لوازم تهیه شده از ساقه و تنه درختان همین خاطر در گذشته لاک تراشان لوازم مورد نیاز در خانه را از ریشه زیرین ریشه‌هایی که از ساقه با شیب ملایمی در خاک نفوذ کرده‌اند استفاده کنند زیرا از دیدگاه آنان قسمت زیرین این نوع ریشه‌ها کمتر در معرض برف و باران قرار داشت. برخی از ظروف چوبی که در مازندارن کاربرد دارد عبارتند از:

### دانه پاش
به جای سینی برای پاک کردن برنج و حبوبات به کار می‌رود.

### جوله
این وسیله شبیه پارچ آب، باگردن باریک و دهانه‌ای گشاد و در اندازه‌های گوناگون ساخته می‌شود. در گذشته برای دوشیدن شیر و نگهداری انواع مواد لبنی از آن بهره می‌گرفتند از نقش‌های متداول روی بدنه جوله می‌توان از جوله نقش مارپیچ، نقش زنجیره‌ای و نقش حلوایی نام برد. بزرگ‌ترین نوع جوله مندر نامیده می‌شود که حدود ۱۸کیلوگرم گنجایش دارد. نوع دیگری از جوله که جوله کون نام دارد از ریشه درخت افرا تراشیده می‌شود.

### کلز
از این وسیله چوبی به جای ملاقه برای هم زدن و سرد کردن شیر استفاده می‌کردند در مناطق مختلف مازندران این وسیله به نام‌های گوناگون خوانده می‌شود. به‌طور مثال در منطقه رامسر گیال در بخش مرکزی کلز یا کیلز و در منطقه گرگان کمچه لز نوع دیگر پیمانه شیر به نام منقار درمناطق جنگلی ساخته می‌شود و حدود ۲۰۰ کیلوگرم ظرفیت دارد. قاشق و ملاقه و کفگیر: این وسایل که در زبان محلی «گچه» «پل گیر» و «کترا» نامیده می‌شود. از ساقه و شاخه درخت شمشاد تهیه شده و در کنار انواع وسایل امروزی همچنان گذشته کابرد دارند.

### کیله لاک
به عنوان پیمانه استفاده می‌شود. هر پیمانه حدود ۶ کیلوگرم «شالی» یا «جو» و حدود۵/۷ کیلوگرم «گندم» ظرفیت دارد.

### عصا
از چوب درخت آزاد که به زبان محلی «ازدار» نام دارد تهیه می‌شود.

### قند چوله
برای خرد کردن قند به کار می‌رود.

### تنباکو چوله
به عنوان ظرف تنباکو مورد استفاده دارد.

### سیر کوب
در اندازه‌های متفاوت ساخته می‌شود. در قدیم از این ظرف به جای هاون برای کوبیدن و خرد کردن نیز استفاده می‌شد.

## حصیر بافی
حصیر بافی در برخی از روستاهای استان مازندران به ویژه در غرب استان رایج است. در مازندران از نوعی حصیر به نام «کوب» برای زیرانداز استفاده می‌شود. برای بافت «کوب» از گیاهان خود رو چون «گاله» و «واش» که در باتلاق‌ها و اب بندان‌ها می‌روید بهره می‌جویند. برای تهیه زنبیل و سبد نیز از همین گیاهان استفاده می‌شود. گاه تهیه این مصنوعات با به‌کارگیری چوب و نی یاد و نوع علف به نام‌های «وران» و «سازیر» انجام می‌شود.

## گلیم بافی

گلیم بافته شده

گلیم بافی نیز یکی از دیگر صنایع دستی و سنتی استان محسوب می‌شود. در حال حاضر در بیشتر روستاها و شهرهای استان به این هنر اشتغال دارند. نقوش گلیم اغلب به شکل هندسی است و بافنده با الهام گرفتن از اطراف طبیعت خود، نقش می‌زند. رنگ گلیم نیز بر گرفته از طبیعت پیرامون و غالب رنگ‌های تند و شاد مانند قرمز، نارنجی، کرم، سبز، سرمه‌ای است.

## جاجیم بافی
در میان دست بافت‌های روستایی، جاجیم از اهمیت بیشتری برخوردار است و کاربردهایی نظیر زیرانداز، پشتی، سجاده رختخواب پیچ، مفرش، پتو، وریه کرسی و… داردو این هنر در بسیاری از مناطق روستایی از جمله «متکازین» از توابع بهشهر بخش دودانگه شهرستان ساری، آلاشت سواد کوه، کجور، نوشهر و کلاردشت چالوس اقبال و توجه‌است. در روستای کوهستانی و ییلاقی متکازین در بخش هزار جریب بهشهر، اصولاً بافت جاجیم توسط زنان صورت می‌گیرد و مردان جز در مرحله تهیه پشم، نقش چندانی ندارند. در بافت جاجیم این منطقه پس از بافتن حاشیه، نقش اندازی که در اصطلاح «گل» خوانده می‌شود صورت می‌گیرد. این نقش‌ها نام‌های گوناگونی دارند چهار گل، خشتی، پنجه‌ای، گل آفتاب گردان، آفتاب تیره، حاشیه‌های اطراف نیز با طرح مثلث دندانه دار پر می‌شود. برای بافت جاجیم در اندازه‌های بزرگ‌تر دو یا چند عدد جاجیم بافته شده به اندازه عرض دار موجود را به یکدیگر متصل می‌نمایند و یک جاجیم در اندازه دل‌خواه شکل می‌گیرد.

## جوراب بافی
جوراب بافی یکی از صنایع دستی رایج و بومی منطقه‌است که به ویژه در روستای «صالحان» از جمله صنایع دستی اساسی محسوب می‌شود. این صنعت بومی را می‌توان بر مبنای تولید و مصرف آن به جوراب چکمه‌ای یا گردن بلند و گردن کوتاه تقسیم کرد. در روستاهای منطقه در حال حاضر تولید جوراب به شکل ساده انجام می‌شود و پشم گرفته شده از گوسفند بدون رنگ آمیزی واستفاده از نقوش مختلف عرضه شده و جنبه هنری ندارد.

## موج بافی
ماده اولیه موج بافی که به نام‌های «رختخواب پیچ» و «ایزار» نیز معروف است، پشم است. به همین دلیل ارزان و قابل شستشو دارای استحکام، نرم و سبک است. موج بافی به دلیل صفت‌هایی که برشمردیم، به عنوان هنری فراگیری در گذشته مطرح بود و اکنون نیز کم و بیش در این منطقه رواج دارد. امروزه این هنر بیشتر در روستاهای منطقه کجور به جا مانده‌است. گونه‌ای از این دست بافت‌ها با همین کاربرد «چاد شب» نامیده می‌شود. معروف‌ترین آن «چادر شب دارایی» است که دارای رنگ‌های متنوع به ویژه طیف‌های گوناگون رنگ قرمز که جاذبه بیشتری نسبت به رنگ‌های دیگر دارد است. در این منطقه در کنار بافت این نوع پارچه، سفره‌های ظریف و پرارزش نیز بافته می‌شود.

## پارچه بافی
در گذشته بافت انواع پارچه‌های پشمی، ابریشمی و نخی معمول بود. نوعی پارچه ابریشمی که الیجه نام داشت برای دوخت کت زنانه به کار می‌رفت. از پارچه‌های پشمی «چوغا» و «باشلق» برای پالتو استفاده می‌شود؛ و از شمد که نوعی پارچه خنک و لطیف است در تابستان به جای پتو استفاده می‌شود.

## چنته لفور
چنته نوعی کیف دسته دار است که در روستای «لفور» از توابع سواد کوه تولید می‌شود برای بافت آن از دستگاه «کرک چال» استفاده می‌شود و مراحل تولید آن مانند جاجیم است با این تفاوت که پس از پایان کار، دوردوزی و گاه با مهره‌های تزیینی و خرمهره تزیین می‌شود.

## نمد مالی
نمد مالی در بیشتر مناطق استان مازندران به خصوص درمنطقه کجور و روستاهای اطراف رامسر رواج دارد. ماده اصلی نمد پشم و گوسفند و به رنگ‌های طبیعی مانند سفید و سیاه و قهوه‌ای و برای نقش اندازی آن از پشم‌های رنگ شده شیمیایی بهره می‌جویند معمولاً ساخت یک قطعه نمد یک روز به طول می‌انجامید و اغلب چند نفر روی آن کار می‌کنند.

## جارو بافی
جارو بافی یکی از صنایع دستی کهن و ارزشمند مازندران است؛ این هنر بیشتر در شهر امیرکلا، یکی از شهرهای مهم استان بافته می‌شود، شهری که میراث‌دار بزرگ‌ترین شعرا و اندیشمندان است و صنایع دستی و سنتی بسیاری دارد. هنرمندان محلی امیرکلا برای بافت جارو که در زبان بومی با نام «سازه» شناخته می‌شود، با ظرافت زیاد و هنرمندانه ساقه‌های جارو را در کنار هم می‌چینند. آن‌ها در قسمت سکان دسته از انواع سیم‌های ظریف استفاده و قسمت تاج جارو را با نخ‌های پلاستیکی در رنگ‌های شاد و متنوع درست می‌کنند؛ رنگ‌هایی که نشئت گرفته از روحیه با نشاط مردم این منطقه است.

## سفال‌گری
یکی از مراکز ساخت سفال و سفال‌گری، کلاگر، محله جویبار و آقای غلامعلی چینی ساز از استادان به نام این منطقه‌است. ابزار سفال‌گری شامل چرخ، کاردک برای بریدن و سوراخ کردن کار، غربال، سطل، تشت، کوره، ول کارد، نخ، قالب گل زدن است.